# Semidalis wallacei
Semidalis wallacei är en insektsart som beskrevs av Meinander 1972. Semidalis wallacei ingår i släktet Semidalis och familjen vaxsländor. Inga underarter finns listade i Catalogue of Life.